# The 100 (serie di romanzi)
La serie di romanzi di The 100 è una tetralogia fantascientifica e distopica della scrittrice statunitense Kass Morgan. Il primo romanzo, The 100, fu pubblicato in lingua originale il 3 settembre 2013 dalla casa editrice americana Little, Brown Books for Young Readers e tradotto in italiano il 28 gennaio 2016 per Rizzoli. Day 21, il secondo romanzo, fu pubblicato il 25 settembre 2014 e uscì in italiano il 15 settembre 2016. Il terzo, Homecoming, fu distribuito il 26 febbraio 2015 ed il 9 febbraio 2017 è uscito in italiano. Il quarto romanzo, Rebellion, è stato pubblicato in lingua originale il 6 dicembre 2016 ed è uscito in Italia il 6 febbraio 2018.
Prima della pubblicazione del primo libro, il produttore televisivo Jason Rothenberg iniziò ad interessarsi all'adattamento televisivo dei romanzi. L'omonimo adattamento televisivo fece il suo debutto il 19 marzo 2014 sul The CW Network, con protagonisti Eliza Taylor e Bob Morley rispettivamente nei ruoli di Clarke Griffin e Bellamy Blake.

## Trama

### The 100
La tetralogia è ambientata tre secoli dopo un'apocalisse termonucleare, in cui gli unici sopravvissuti si pensa siano quelli che vivono su una colonia spaziale, realizzata con la coesione delle stazioni spaziali orbitanti intorno alla Terra (l'Arcadia, la Walden e la Fenice), e governata da un Cancelliere, che ne guida il consiglio legislativo. Le risorse sono talmente scarse che tutti i crimini, non importa quanto piccoli essi siano, vengono puniti con la pena di morte, a meno che il colpevole non abbia meno di 18 anni. In quel caso il delinquente viene recluso in Confinamento fino al compimento della maggiore età. L'esito del nuovo processo condotto al termine della detenzione è tuttavia sempre sfavorevole, e l'esecuzione assicurata.
The 100 inizia con l'arresto di Clarke Griffin, un'ex studentessa di medicina, per un crimine commesso dai suoi genitori: condurre esperimenti illegali sui bambini sotto le minacce del corrotto Vicecancelliere Rhodes. Clarke si confida con il suo ragazzo, Wells Jaha, figlio del Cancelliere. Nonostante dica a Clarke che avrebbe mantenuto il segreto, Wells informa suo padre, sperando che possa salvare i Griffin da Rhodes. Il suo piano non ha successo, i Griffin vengono giustiziati e la sua relazione con Clarke disintegrata. Due anni dopo, la Colonia decide di inviare 100 prigionieri adolescenti per controllare se la Terra sia abitabile. Tra i 100 ci sono Clarke, Wells, Octavia Blake e Thalia, amica di Clarke. All'ultimo momento si unisce al gruppo (infiltrandosi nella navicella in partenza verso la Terra) anche il fratello maggiore di Octavia, Bellamy, desideroso di proteggere la sorella. Nello stesso momento diserta invece la missione una ragazza, Glass, per tornare dal suo ex fidanzato Luke, che lavora come guardia sulle navi spaziali.
Il gruppo si schianta da qualche parte nella East Coast, in quelli che una volta erano gli Stati Uniti. Una volta lì, i 100 lottano per sopravvivere in un mondo totalmente differente dal passato. Clarke si prende cura dei feriti e Bellamy si innamora gradualmente di lei. Pochi giorni dopo, qualcuno appicca un incendio nel campo, uccidendo Thalia. Durante le investigazioni, i sopravvissuti scoprono una fattoria non lontana dal loro accampamento, rendendosi conto di non essere soli.

### The 100: Day 21
Ventuno giorni dopo l'atterraggio sulla Terra, i 100 continuano a ricevere attacchi da un nemico sconosciuto. Octavia è scomparsa dal giorno dell'incendio. Wells cerca di mantenere alto il morale, mentre Bellamy continua a cercare sua sorella. I 100 trovano una ragazza Terrestre, Sasha Walgrove, e la tengono come ostaggio. Sasha dice loro che sono atterrati in quello che una volta era lo Stato americano della Virginia, e che ci sono persone della Colonia che era arrivata lì prima dei 100. Bellamy crede che la gente di Sasha sia responsabile della scomparsa di Octavia e chiede a Sasha di rivelargli il luogo in cui il suo popolo si nasconde. Wells e Sasha si affezionano e Sasha aiuta Wells a cercare del cibo per sfamare i coloni.
Nello spazio, la gente della Colonia lotta per entrare nelle navicelle dirette sulla Terra poiché i supporti vitali della stazione spaziale stanno deteriorandosi; gli amici di Clarke e Wells, Glass e Luke, sono tra le persone che vogliono raggiungere la Terra a qualsiasi costo. Tuttavia, essi si ritrovano alla mercé del Vicecancelliere Rhodes, che è disposto ad uccidere pur di entrare in una navicella.
Sasha porta Clarke e Bellamy in una colonia al di sotto delle rovine del Mount Weather Emergency Operations Center. Lì, incontrano suo padre, Max Walgrove, comandante della colonia. Octavia è a Mount Weather, dopo esser stata salvata da Max e la sua gente da un gruppo di fuorilegge. Questi banditi sono i responsabili degli attacchi ai 100. Max e la sua gente promettono che continueranno a proteggere i 100, anche dopo l'arrivo del resto della Colonia. A questo punto, avvistano le navicelle della Colonia mentre cadono dal cielo.
Wells si rende conto che c'è qualcosa di familiare in Bellamy e Octavia; alla fine, scopre che la loro madre era Melinda Blake, la donna con cui il padre aveva una relazione prima di conoscere la madre di Wells, per la salvezza della sua carriera.

### The 100: Homecoming
Dopo lo schianto delle navicelle, Clarke, Bellamy e Wells portano una squadra di soccorso al sito dell'incidente, permettendo a Clarke e Wells di riunirsi con Glass e Luke. Clarke pensa di lasciare il campo per andare alla ricerca dei suoi genitori. Il Cancelliere, ancora in coma, rimane intrappolato nella Colonia sopra la Terra. Il Vicecancelliere Rhodes prende il comando della comunità sulla Terra, pianificando l'esecuzione di Bellamy per mano di Luke, come avvertimento per chiunque provi ad ostacolarlo.
Con l'aiuto di Sasha, Clarke e Wells scappano con Bellamy ferito. Anche Glass e Luke riescono a scappare dal campo e dal Vicecancelliere Rhodes. Uno degli uomini di Rhodes uccide Sasha, mentre cerca di rubare qualche provvista. Rhodes pianifica di attaccare Mount Weather per riprendere Bellamy, Clarke e Wells. Mentre Mount Weather si prepara per l'attacco di Rhodes, alcuni Coloni si ribellano e si uniscono ai loro benefattori contro Rhodes. Clarke, Bellamy e Wells vengono catturati durante lo scambio iniziale, ma un'altra fazione di Terrestri sconfigge e cattura Rhodes prima che possa giustiziare Bellamy. In seguito, altri coloni riescono ad arrivare sulla Terra e informano Wells che suo padre è ancora in coma, con solo poche ore di ossigeno rimaste da quando erano partiti.
Prima dei funerali di Sasha, Clarke si riunisce ai suoi genitori a Mount Weather, perdona Wells ma non tornerà insieme a lui poiché è ora innamorata di Bellamy.

### The 100: Rebellion
Tutti i nuovi membri della comunità (coloni e terrestri) si preparano a festeggiare la festa del raccolto, ma vengono attaccati da un gruppo di uomini vestiti di bianco, armati fino ai denti. Gli uomini, chiamati Custodi, uccidono molte persone, razziano le scorte di cibo e armi del villaggio e rapiscono alcuni membri della comunità tra cui anche Glass, Wells e Octavia. Dopo l'attacco Bellamy, Clarke, Luke e pochi altri si uniscono ad una spedizione volta al salvataggio delle persone rapite. Nel frattempo i ragazzi rapiti vengono portati alla base dei Custodi che, si scopre, appartengono ad una setta dedicata al culto di Terra, guidati da una donna di nome Soren. I ragazzi e le ragazze vengono divisi in camerate e messi al lavoro, gli vengono imposte delle prove e una purificazione nell'acqua gelida, a questo punto Wells, Glass e Octavia riescono finalmente a rincontrarsi e decidono di assecondare i loro aguzzini aspettando l'occasione giusta per fuggire. Tuttavia Glass viene presa sotto l'ala di Soren che la nomina sua ancella personale, così la ragazza comincia a simpatizzare per la leader finché non viene messa al corrente del rituale necessario ad inserire le nuove giovani nella comunità, ovvero l'accoppiamento pubblico con i nuovi membri uomini, così da poter garantire la procreazione e la crescita della comunità. Nel frattempo Bellamy e Clarke trovano la base dei Custodi. Bellamy durante la ricognizione trova un'entrata segreta per l'armeria e dunque propone un piano d'attacco per salvare i ragazzi rapiti, Clarke al contrario propone la via diplomatica, ritenendo un attacco diretto troppo avventato con la possibilità di mettere in pericolo la vita di tutti. Dopo un acceso confronto la maggioranza decide per la via diplomatica e Bellamy viene ammanettato per evitare che agisca d'impulso, segue un furente litigio tra Bellamy e Clarke. Se inizialmente la via diplomatica sembra riuscire, durante il suo turno di guardia Clarke trova la testa del ragazzo mandato per trattare con i Custodi, impalata su uno spaventapasseri. A questo punto i ragazzi decidono di seguire il piano di Bellamy. Nel frattempo Wells viene mandato in missione dai Custodi insieme a Graham, la squadra deve recuperare delle scorte di cibo da una fattoria razziata i cui abitanti sono stati brutalmente uccisi, quando Graham scopre che tra le vittime c'è anche un bambino non riesce più a trattenersi e cerca di uccidere gli aguzzini, tuttavia non riesce nell'intento e sia lui che Wells vengono riportati alla base. Wells finge di avere subíto il lavaggio del cervello e si schiera contro Graham, gli viene quindi imposto di ucciderlo per dimostrare la sua lealtà; Graham compie l'estremo sacrificio per salvare la vita di Wells. Wells, dopo essersi consultato con Octavia convince gli altri ragazzi della sua camerata a ribellarsi e fuggire ai custodi, Octavia informa del piano le altre ragazze; una volta arrivati al luogo della cerimonia di accoppiamento cominciano a scoppiare le bombe piazzate dal gruppo di Bellamy, Soren rimane schiacciata dalle macerie e le ragazze scappano, nel frattempo Clarke incontra Wells e gli altri ragazzi rapiti riunendosi a tutte le ragazze. I Custodi alla notizia della morte di Soren si arrendono e così tutti i ragazzi rapiti si avviano verso il villaggio. Octavia presenta la sua nuova ragazza, Anna, a Bellamy. Una volta arrivati all'accampamento sia i vecchi che i nuovi ragazzi vengono accolti con gioia. Clarke si aggiorna sui nuovi studi condotti dai genitori sulle erbe medicinali, ma viene interrotta da Bellamy che, portandola nel bosco, le chiede di sposarlo.

## Accoglienza
Publishers Weekly ha sostenuto che il gusto di Morgan per il dramma in The 100 "può essere forzato, ma è molto coinvolgente". Inoltre, Booklist ha definito The 100 "oscuro e affascinante", combinando "fantascienza, romanticismo e caratterizzazione dei personaggi" con una trama avvincente. The 100 ha raggiunto la tredicesima posizione nella lista dei Best Seller per ragazzi compilata dal The New York Times.
Kirkus Reviews ha sostenuto che Day 21 avesse "un'andatura più veloce rispetto" al suo predecessore.

## Adattamento televisivo
Il 9 maggio 2013, The CW Television Network ha annunciato che il primo episodio sarebbe uscito durante la stagione televisiva americana 2013-2014. La serie è stata sviluppata da Jason Rothenberg, debuttando il 19 marzo 2014. L'8 maggio 2014, The CW ha rinnovato The 100 con una seconda stagione, debuttando il 22 ottobre 2014. L'11 gennaio 2015, The CW ha rinnovato la serie con una terza stagione, debuttando il 21 gennaio 2016. Il 12 marzo 2016, The CW ha rinnovato la serie con una quarta stagione, debuttando il 1º febbraio 2017. Nel maggio 2018, la serie è stata rinnovata per una quinta stagione..Il 7 maggio 2018 la serie è stata rinnovata per una sesta stagione che è stata trasmessa a partire dal 30 aprile 2019. La serie fu rinnovata per la settima stagione, la conclusiva.